# Storgatan, Skellefteå
Storgatan i Skellefteå är en gata i centrala delen av tätorten Skellefteå. Den sträcker sig från Nordanå i väster, där den övergår från Kyrkstadsvägen, till Älvbacka i öster där den slutar vid Aldergatan. Längs Storgatan finns huvudstråk för gång och cykeltrafik.

## Historia
Gatan tillkom i samband med 1844 års stadsplan och var den första gatan som fick ett namn. Det var den förnämsta gatan fram till 1950-talet och förlades så att "sockens stora och vackra kyrka kom i dess fond". När stadsplanen gjordes var området nästintill obebyggt. Storgatan kom bland annat att ersätta en väg som gick från kyrkan mot Ursviken. För att vägen skulle kunna fortsätta över Boströmsbäcken till Norrböle by öster därom byggdes en stenvalvsbro. Ursprungligen var Storgatan stadens hjärta även om det sas att "i östra änden ligger ett fähus, i mitten ett svinhus och i västra änden ett fårhus". Fähuset syftade på en ladugård på Strömsör, stadshusets krog refererades som svinhuset och landskyrkan åsyftades som fårhus. Längs Storgatan låg även stadens torg, nuvarande stadsparken.
Enligt den detaljplan som gjordes 2022 framgick att gatan skulle bli något smalare mot norr i syfte att ge nya bostadshus mer förgårdstomt mot gatan.

### Byggnader
År 1848 uppförde handlanden Didrik Gebhardt ett borgarhus på Storgatan 39. Samtidigt lät handlanden Johan Hortelius uppföra ett hus i samma stil på granntomten Storgatan 37. Även huset på Storgatan 35 uppfördes samtidigt, men av handlanden Johan Lindberg.

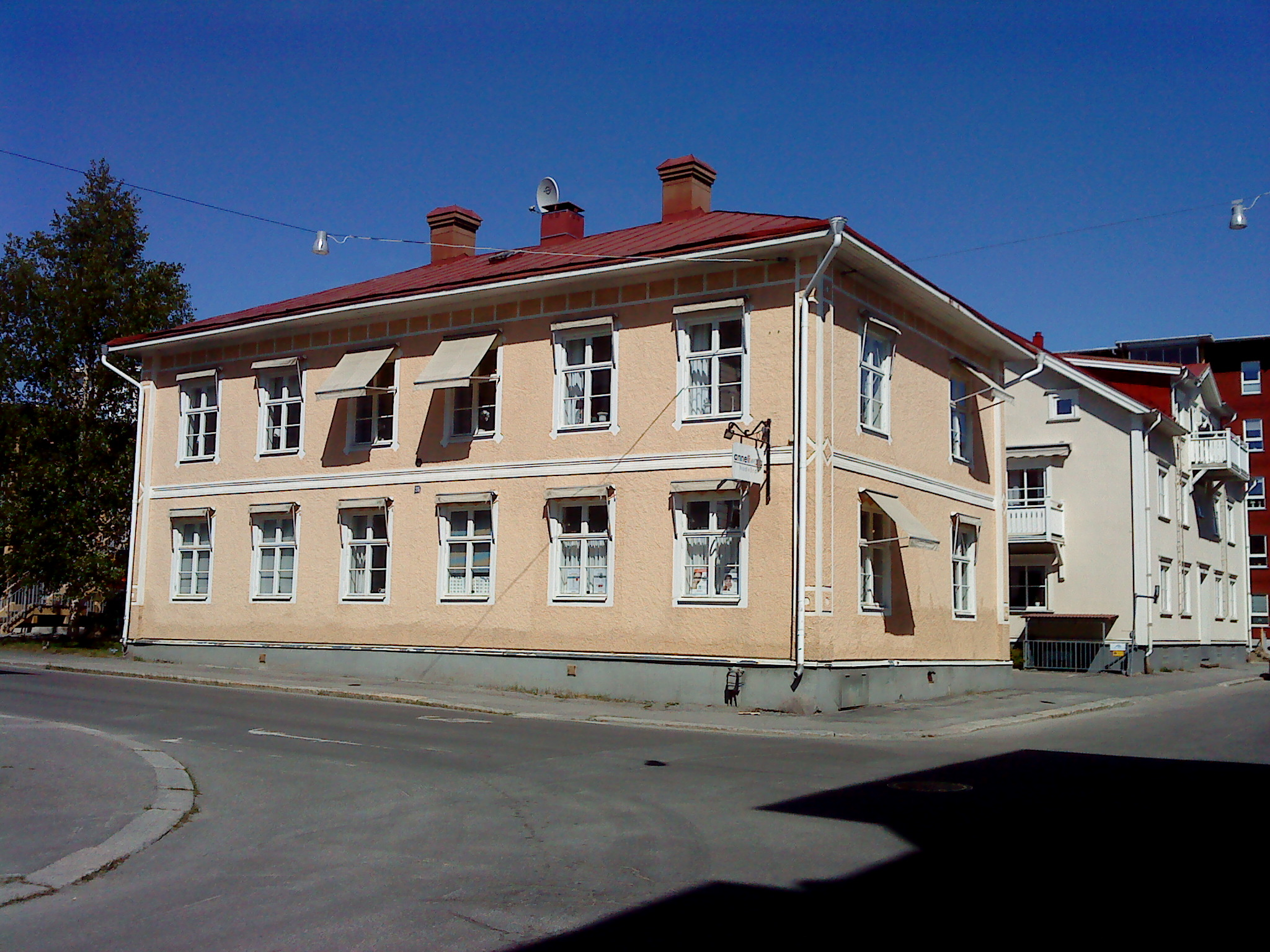
Garvare Anderssons gård (2010).

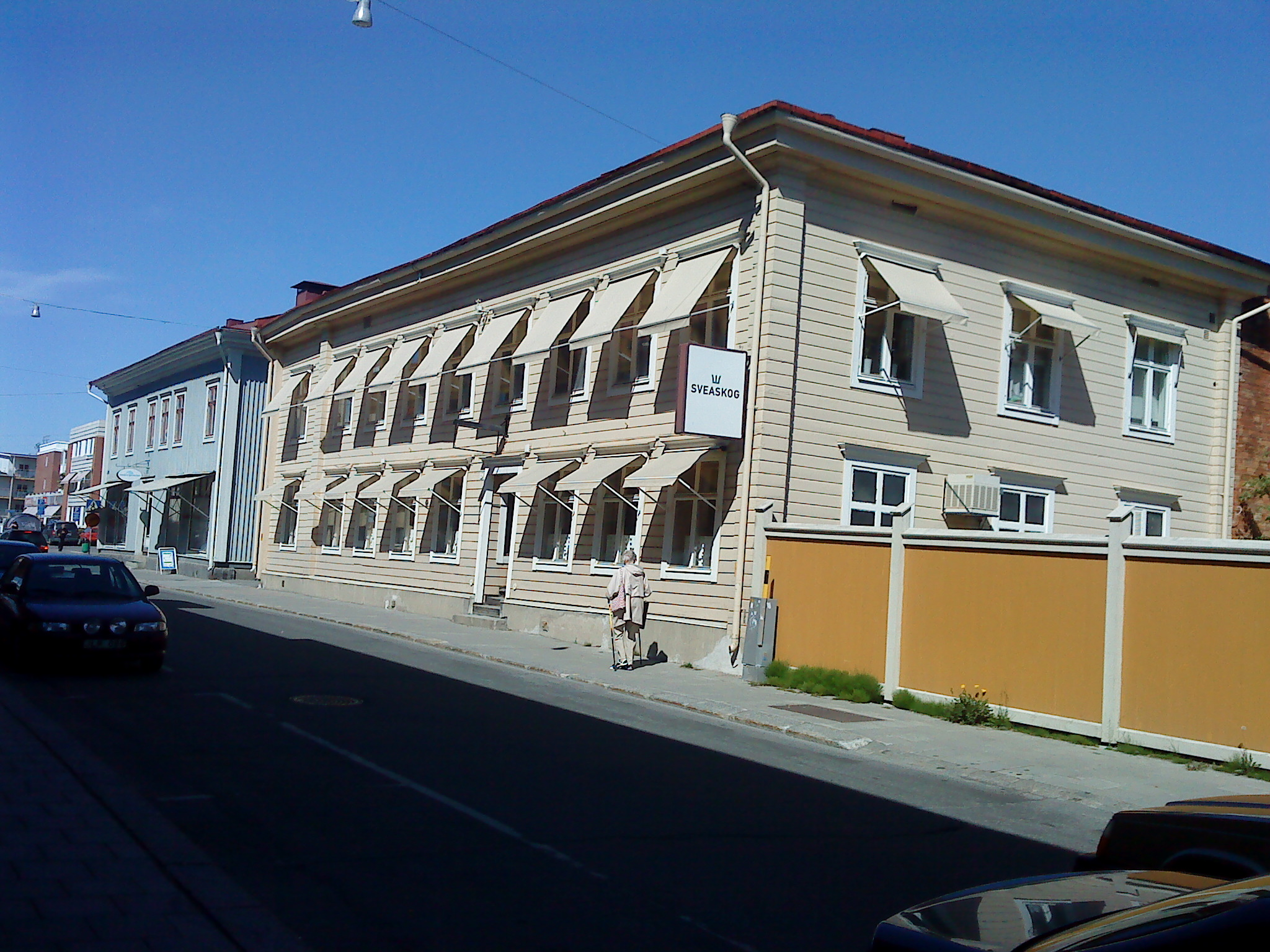
Sydvästra hörnet av kvarteret Haren.

Byggnadsminnet Garvare Anderssons gård uppfördes 1857 på Storgatan 25 B av garvare Gustaf Andersson. År 1861 byggdes Gamla Apoteket på Storgatan 44, verksamheten flyttade dock till Nygatan runt 1930. På 1860-talet stod även  Skellefteå stadshus klart norr om dåvarande torget.

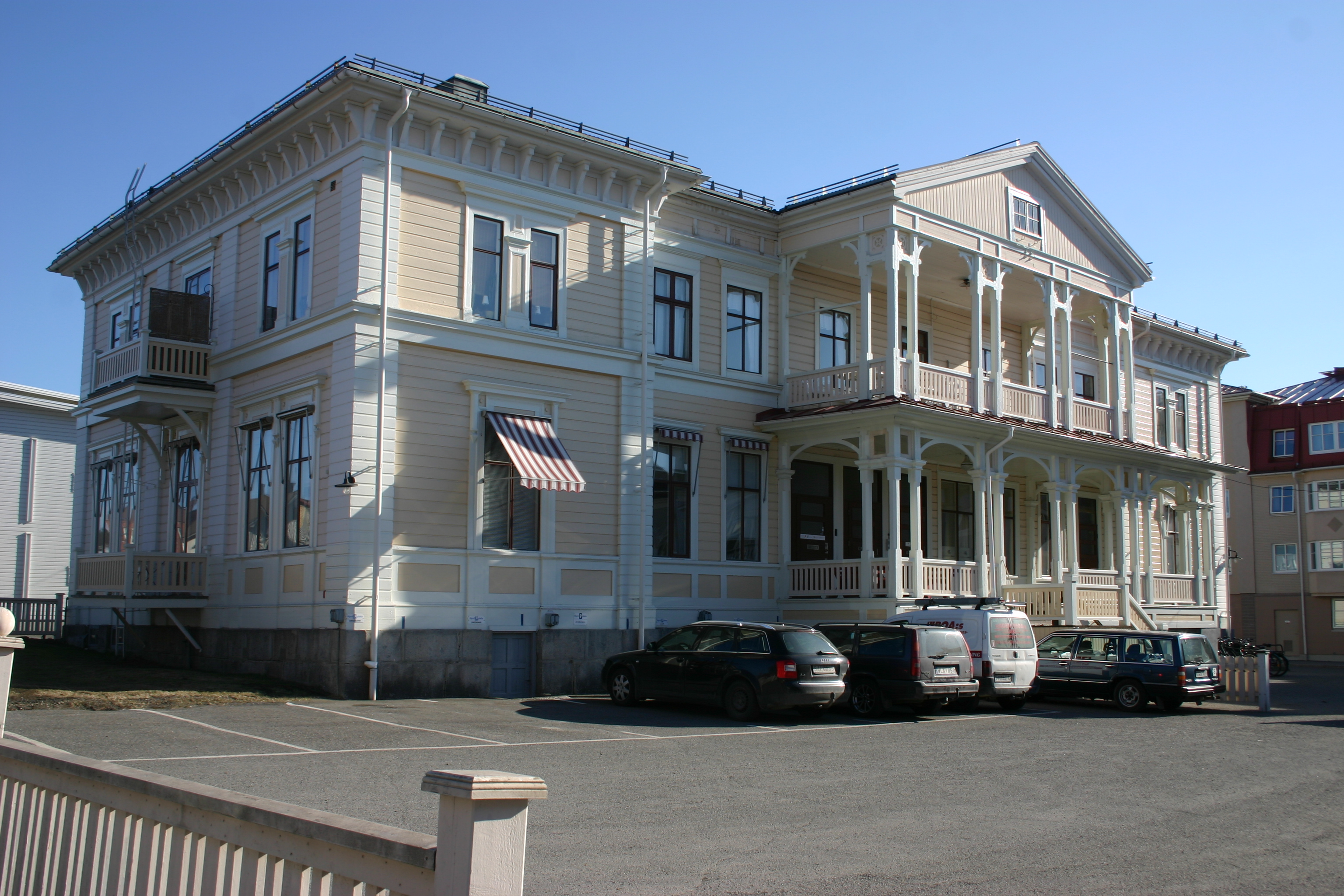
Markstedtska gården (2011).

Den numer byggnadsminnesförklarade byggnaden Markstedtska gården uppfördes 1881 på Storgatan 26. På 1890-talet byggdes samskolan på Storgatan 60, verksamheten flyttade dock till Nordanå 1916.

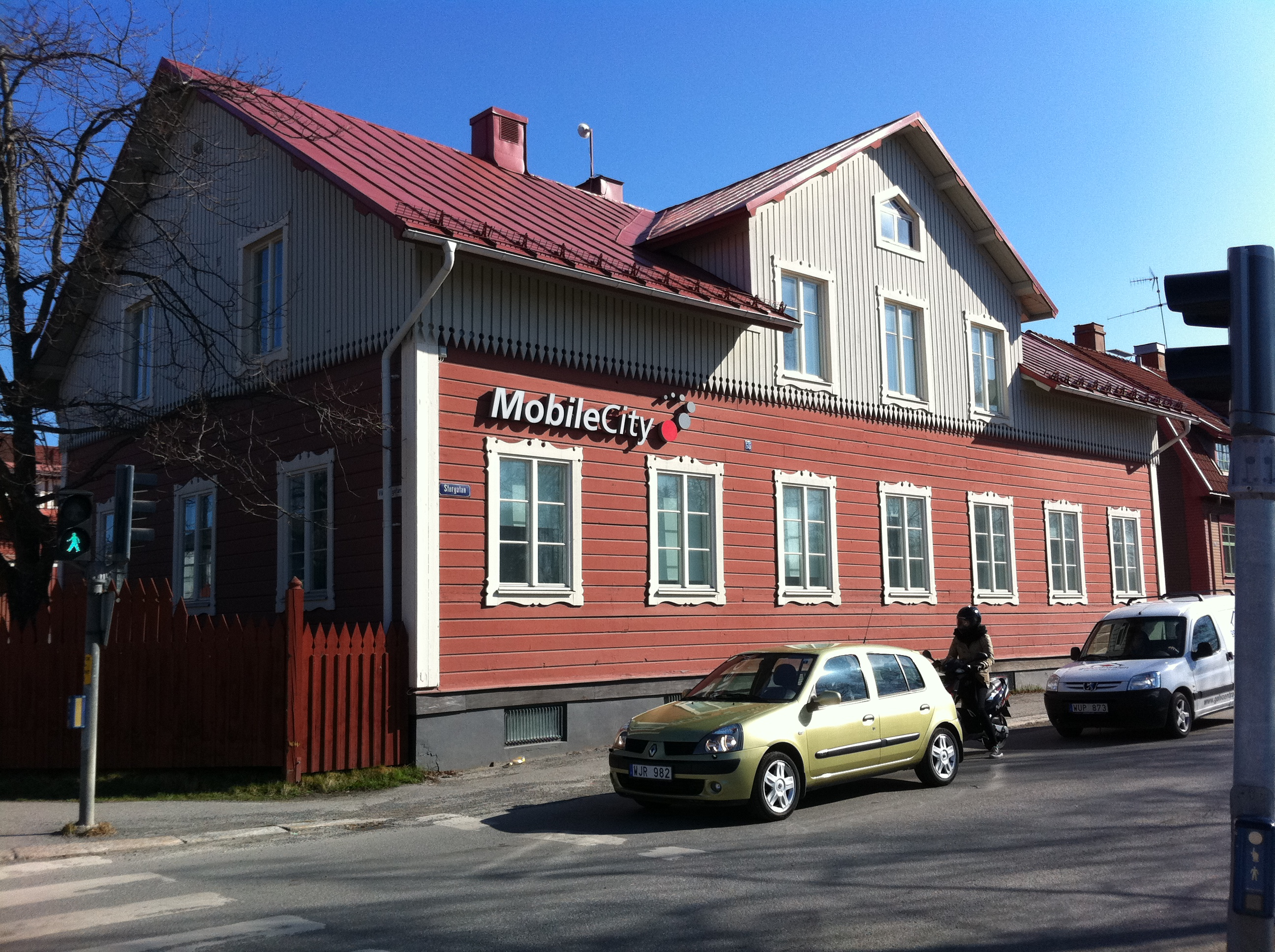
Billowska huset (2011).

År 1896 lät den ryske vicekonsuln Edward Billow uppföra ett bostadshus, Billowska huset, strax norr om skolan, på Storgatan 55. Huset flyttades från Storgatan till Kyrkgränd 2017. Istället uppfördes där ett parkeringshus.

## Galleri

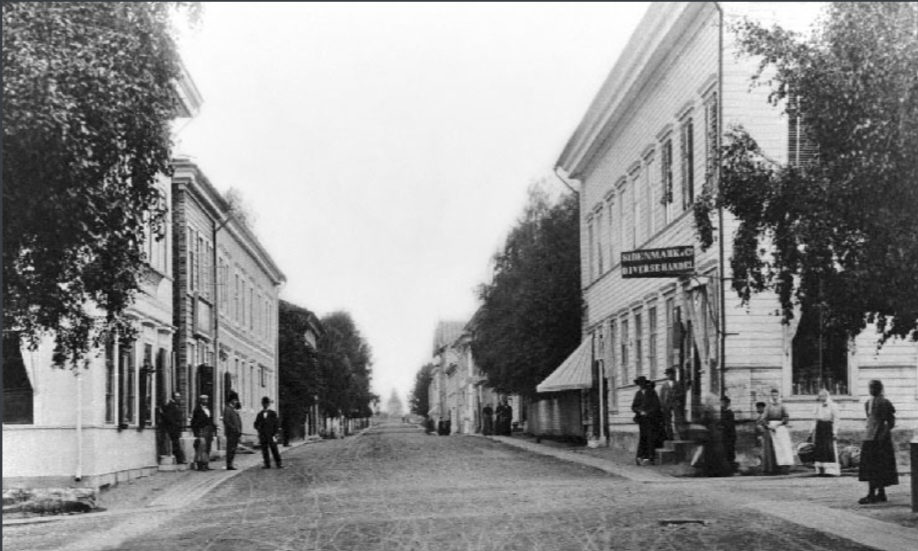
Vy över Storgatan kring sekelskiftet. Westerbottens enskilda bank på vänster sida.

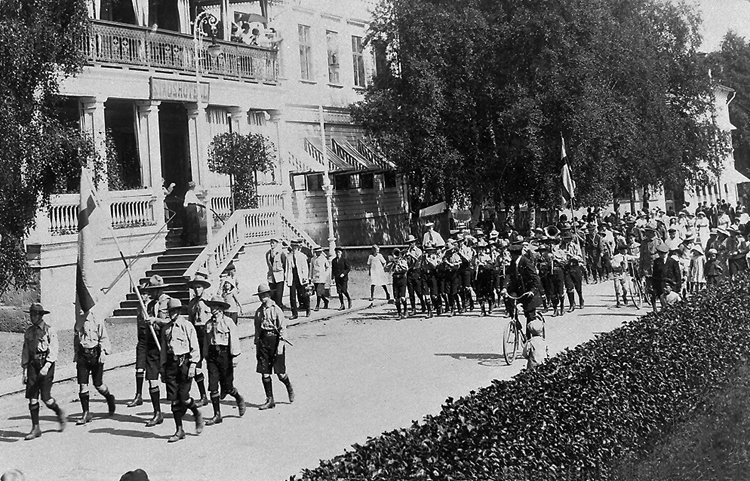
Storgatan utanför dåvarande stadshotellet, kvarteret Hjorten, 1916.

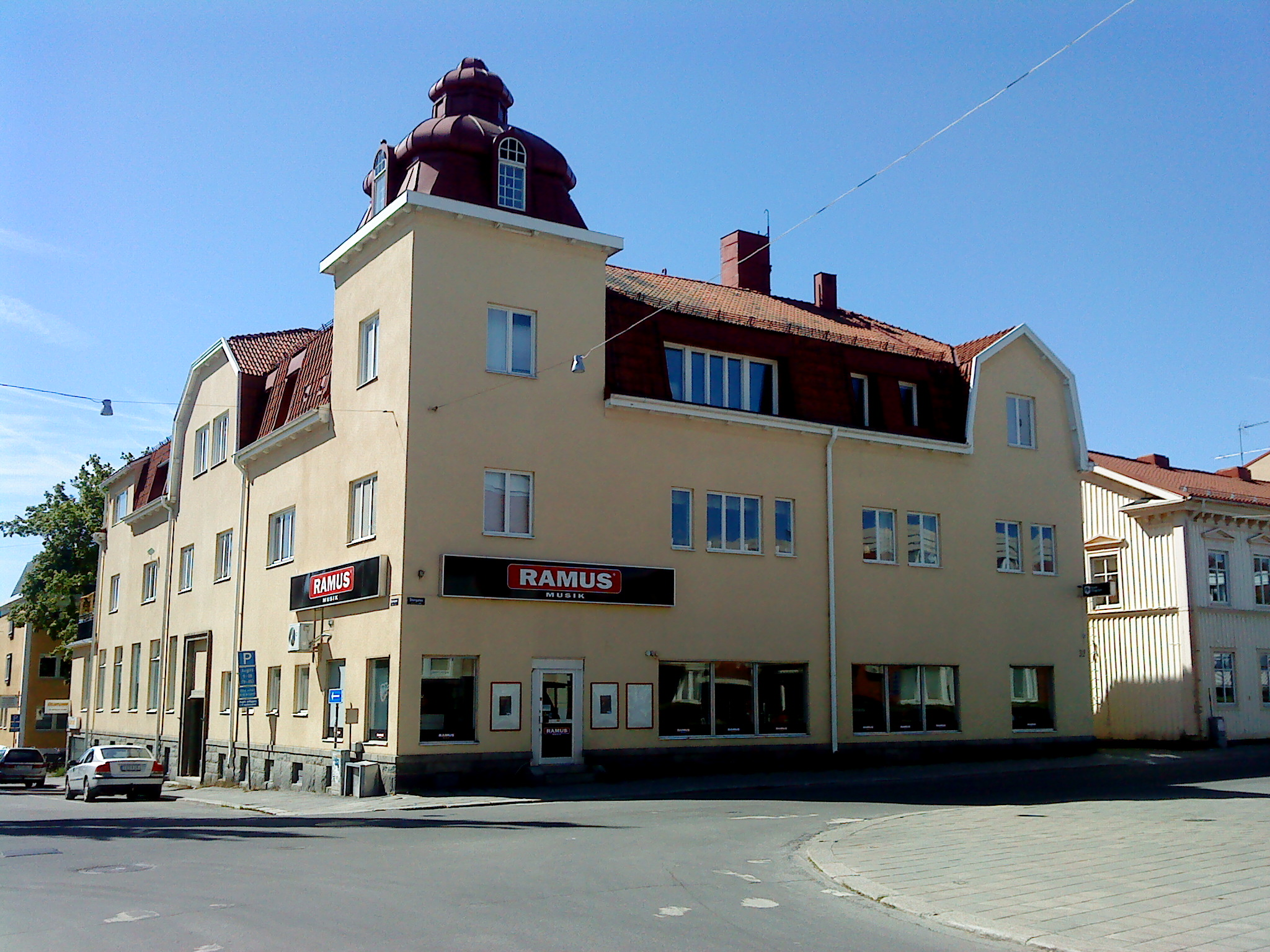
F.d. Skellefteå Sparbank uppfördes 1912–14 och ritades av Viktor Åström (2010).

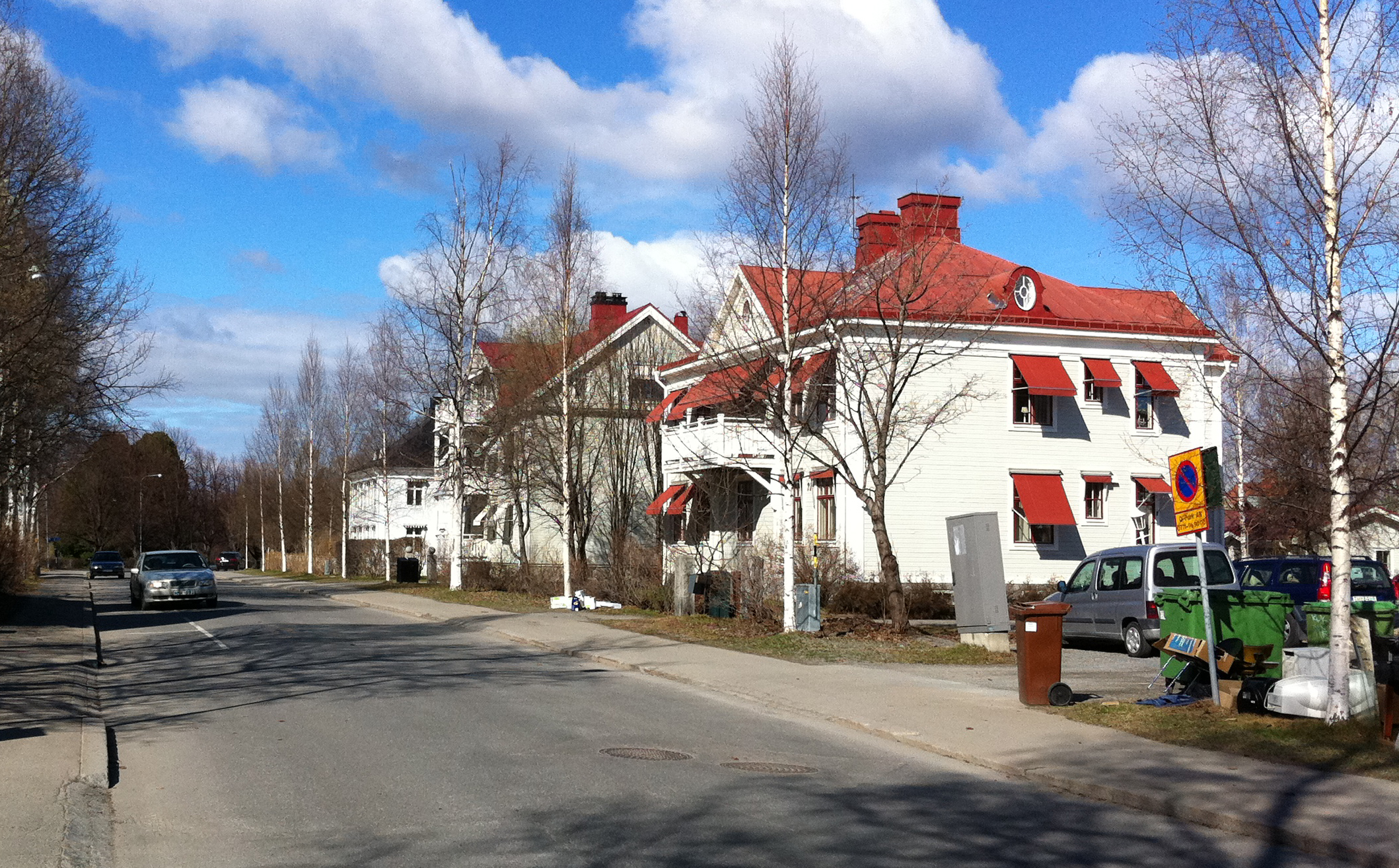
Storgatan 13, 17 och 21 är ritade av skelleftearkitekten Birger Dahlberg i 20-tals-klassicistisk stil (2011).

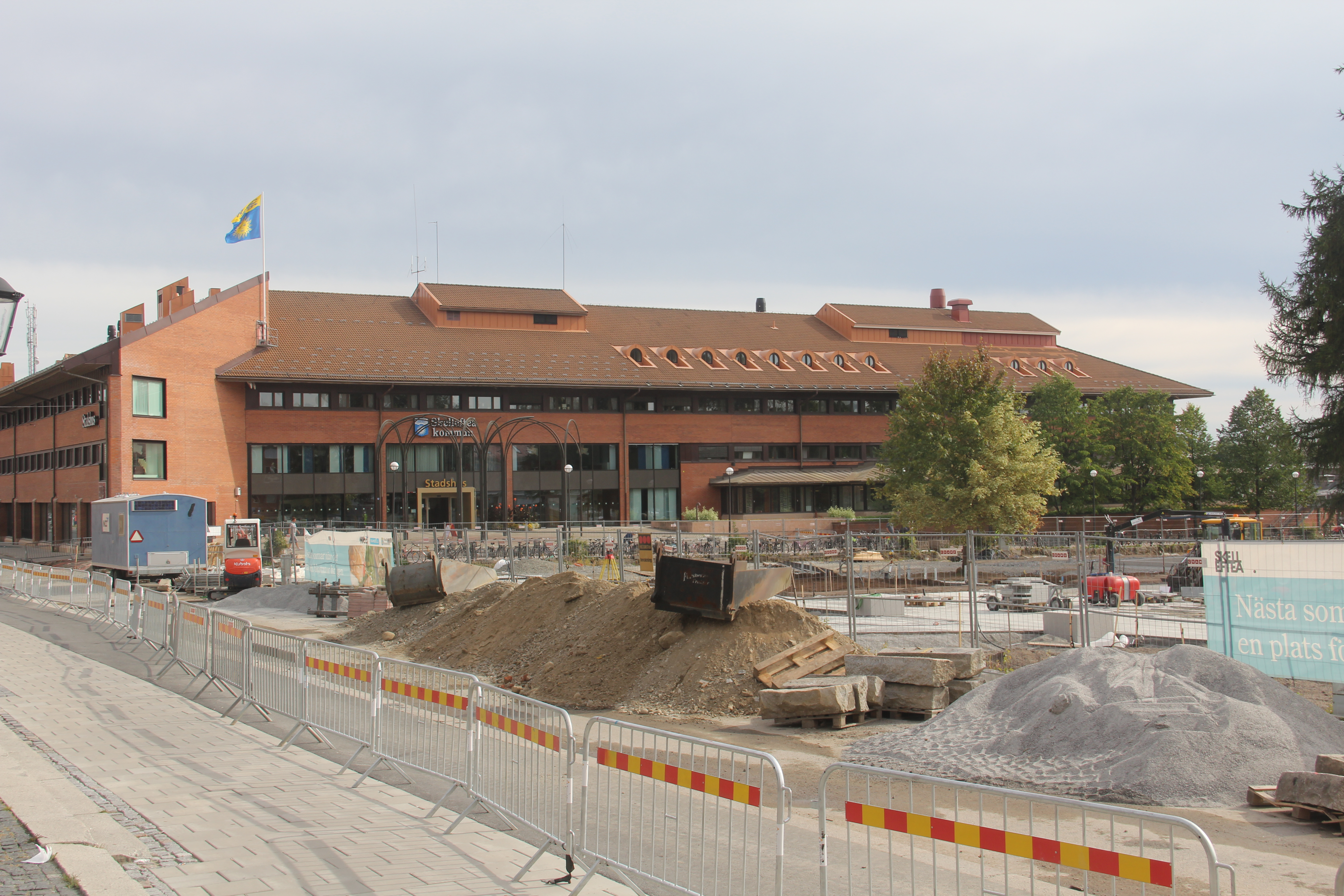
Storgatan i samband med ombyggnad av stadsparken 2013.